# サン・パオロ・チェルヴォ
サン・パオロ・チェルヴォ（伊: San Paolo Cervo）は、イタリア共和国ピエモンテ州ビエッラ県にある分離集落（フラツィオーネ）。
かつては独立した自治体（コムーネ）であったが、2016年1月1日、隣接するクイッテンゴとともにカンピーリア・チェルヴォへ編入され、新自治体の一部となった。

## 地理

### 位置・広がり

#### 隣接コムーネ
コムーネとしてのサン・パオロ・チェルヴォは、以下のコムーネと隣接していた。
- アンドルノ・ミッカ
- ビエッラ
- カンピーリア・チェルヴォ
- クイッテンゴ
- サリアーノ・ミッカ